# Losverfahren
Das Losverfahren dient der Herbeiführung einer Entscheidung nach dem Zufallsprinzip. Es wird in der Politikwissenschaft, der ökonomischen Entscheidungstheorie, der Medizinethik, der Soziologie, der Geschichtswissenschaft, der politischen Philosophie, der Mathematik, der Computerwissenschaft und der Psychologie behandelt.
Das Losverfahren wird dort angewandt, wo andere Auswahlverfahren willkürlich oder ungerecht erscheinen, oder das Aufwand-Nutzen-Verhältnis für die Beteiligten besser ist. Ein weiterer Einsatzbereich ist das Glücksspiel.
Angewandt wird es zum Beispiel bei der Zuteilung von Studienplätzen, bei der Einberufung von Wehrpflichtigen, bei der Zuteilung von knappen Gütern, bei der Festlegung von Partien und Startplätzen im Sport.
Mit „erweiterten Losverfahren“ sollen die Teilnehmer zufällig und repräsentativ ausgewählt werden können, wie unter anderem in Gruppen bei diversen „Formen“ der Bürgerbeteiligung.

## Politik
Losverfahren werden als Ersatz für oder Ergänzung zu Wahlverfahren diskutiert oder – als Stichwahl – angewandt. In der Politik wurden und werden je nach Jahrhundert und Region teils Losverfahren zur Auswahl der Entscheidungsträger (Attische Demokratie und Demarchie) oder in der Deliberativen Demokratie zur Bestimmung der Teilnehmer eines rein beratenden Gremiums angewandt. In „erweiterten Losverfahren“ werden die Teilnehmer nicht nur zufällig, sondern auch statistisch-repräsentativ bestimmt, sodass die Zusammensetzung der ausgelosten Teilnehmer der Gesamtheit entspricht.

### Irland
Irland, das seit 1941 obligatorische Verfassungsreferenda anwendet (trotz der Bezeichnung "obligatorisch" handelt es sich dabei um von oben angesetzte Abstimmungen, denn es ist ein vorheriger Parlamentsbeschluss notwendig) führte 2013 das Losverfahren bei ihrer Vorbereitung ein.
2013–14 wurde es eingesetzt in einem Verfassungskonvent (Constitutional Convention) wie auch 2016–18 in der nächsten Bürgerversammlung (Citizens‘ Assembly), die die Regierung einberufen hat. (mehr auf: Bürgerbeteiligung → Irland)

### Konferenz zur Zukunft Europas
Ende 2019 kam in der EU das Losverfahren zur Sprache bei Vorbereitungen der beratenden Konferenz zur Zukunft Europas.

#### Belgien / Deutschsprachige Gemeinschaft
Karl-Heinz Lambertz hat als Präsident des Europäischen Ausschusses der Regionen auf das Losverfahren als „eine Möglichkeit“ für die Zukunftskonferenz hingewiesen.
Als ehemaliger Präsident der Deutschsprachigen Gemeinschaft Belgiens (DG) und ehemaliges Mitglied des DG-Parlaments, der Regierung der deutschsprachigen Gemeinschaft Belgiens, führte er 2019 einen dauerhaften Bürgerdialog ein. Zu ihrem Beraterkreis gehörte u. a. David Van Reybrouck, der sich in seinem Buch Gegen Wahlen (2016) ausführlich mit dem Losverfahren befasst.

#### Deutschland / Baden-Württemberg
Gisela Erler hat in ihrem Beitrag Citizen Assemblies für Europas Zukunft im November 2019 einen Vorschlag vorgelegt, wie eine auf dem Losverfahren und dem Modell der Citizen Assemblies basierende Methodik für die beratende Zukunftskonferenz aussehen könnte. – u. a. „in drei Gremien... eine gesamteuropäische Citizen Assembly, eine parallele Jugendversammlung, eine Versammlung der organisierten Zivilgesellschaft (NGOs, Verbände, Initiativen aus Europa)“. Sie verweist auch auf Baden-Württembergs Erfahrung damit.

### Stich-Entscheid

#### Schweiz
Im Kanton Basel-Landschaft musste bei den Schweizer Parlamentswahlen 1939 das Los zwischen den beiden Nationalratskandidaten Hugo Gschwind (Katholisch-Konservative) und Walter Hilfiker (Sozialdemokraten) entscheiden. Grund dafür war, dass beide Kandidaten in den Nationalrat gewählt worden waren, aber dem Regierungsrat (wie die Kantonsregierung in Basel-Landschaft heißt) des Kantons angehörten und nur ein Mitglied des Regierungsrats in den Nationalrat gewählt werden konnte.
Bei den Schweizer Parlamentswahlen 2011 erzielten im Kanton Tessin zwei Kandidaten der CVP für den Nationalrat genau gleich viele Stimmen, so dass ebenfalls ein Losentscheid gefällt wurde.

#### Luxemburg
Im Parlament des Landes, der Abgeordnetenkammer, dürfen nicht gleichzeitig zwei nahe Verwandte oder ein Ehepaar ein Mandat innehaben. Käme es aufgrund des Wahlergebnisses zu einer solchen Situation und keiner der beiden verzichtet freiwillig, entscheidet das Los.

### Geschichte

#### Altes Testament
Biblische Texte erzählen, wie Saul zum ersten König Israels bestimmt wird: Ein Prophet (Samuel) salbt ihn im Auftrag Gottes (1. Samuel 9–10,15 ); es wird ein Losverfahren durchgeführt (1. Samuel 10,17–20 ); körperliche Größe wird ebenfalls als Kriterium genannt (1. Samuel 10,23f. ).

#### Antikes Griechenland

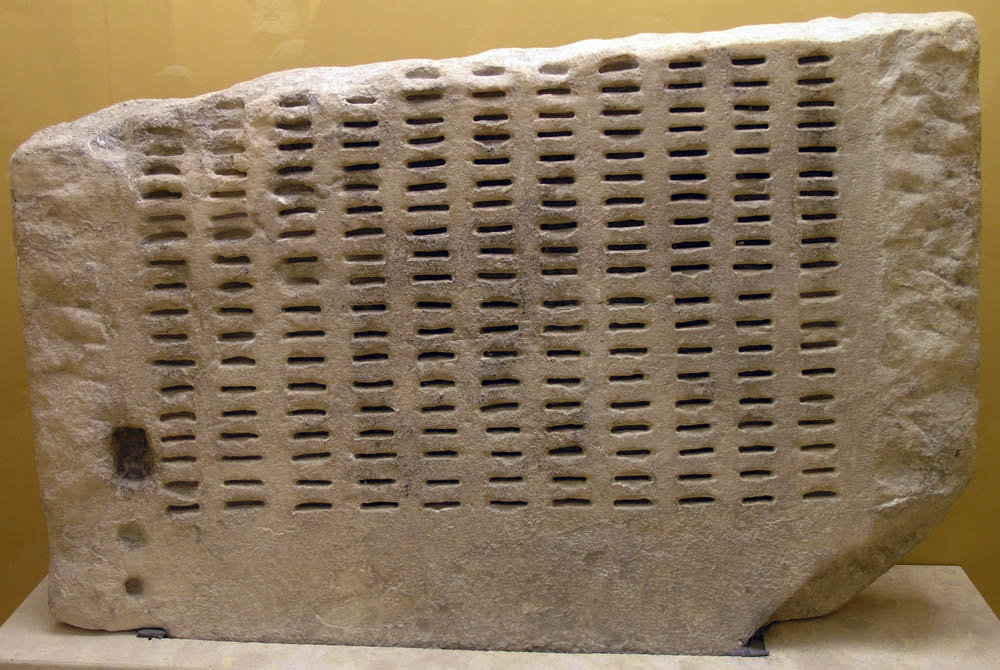
Losmaschine „Kleroterion“ aus der attischen Demokratie (Museum der Antiken Agora, Athen)

Im antiken Athen wurden in der entwickelten Demokratie fast alle Ämter durch Losverfahren vergeben. Dadurch wurden bei der Postenvergabe alle gleich behandelt. Im Rahmen der kleisthenischen Reformen wurden ab 487 v. Chr. die hohen Beamten (Archonten) per Losentscheid bestimmt. Die Volksversammlung, der alle männlichen Athener Bürger angehörten, bestimmte durch Losverfahren für jede der Phylen (Stämme) fünfzig Abgesandte in den „Rat der Fünfhundert“. Regiert wurde die Polis genau genommen nicht vom Rat der 500, sondern von der Prytanie. Diese bestand aus 50 Personen und wechselte alle 36 Tage ihre Besetzung. Die Prytanie wurde vom Prytanen geleitet, der jeden Tag aufs Neue durch Losentscheid unter den Mitgliedern der Prytanie ermittelt wurde.

#### Römisches Reich
Im Römischen Reich wählte der Pontifex maximus aus dem Volk 20 geeignete Kandidatinnen aus, aus denen die neue Vestalin durch Losverfahren ermittelt wurde. Über das Berufungsverfahren selbst ist wenig bekannt. Gellius gibt an, zu diesem Thema lediglich ein älteres Gesetz unbestimmten Datums gefunden zu haben, das hierüber Auskunft gibt (Noctes Atticae 1.12.10). Demnach wählte der Pontifex maximus zunächst aus dem Volk 20 geeignete Kandidatinnen aus, aus denen die neue Vestalin durch Losverfahren ermittelt wurde.
Zu Gellius’ Lebzeiten wurde dieses Verfahren jedoch nicht mehr angewendet, sondern es war nun üblich, dass Angehörige der Oberschicht dem Pontifex maximus von sich aus ihre Töchter für das Priesteramt anboten. Allerdings gab es in der Kaiserzeit häufig Schwierigkeiten, eine vakante Vestalinnenstelle neu zu besetzen, da sich nur wenige Familien tatsächlich bereit erklärten, eine Tochter für dieses Amt herzugeben.

#### Venezianische Dogen-Wahl
Die Venezianische Dogen-Wahl war eine Abfolge von Losverfahren, Verhältnis- und Mehrheitswahl, doch eine Herrschaft des Volkes war es nicht, sondern eine Oligarchie einiger aristokratischer Familien. Das Verfahren der Dogenwahl wurde im Laufe der Zeit immer komplizierter. Wählbar waren Mitglieder des Großen Rates, von denen jeder eine Loskugel in einer Urne deponierte. Für den ersten vieler Einzelschritte des Gesamtverfahrens wurde auf dem Markusplatz ein etwa zehnjähriger Knabe (Ballottino) ausgesucht, der aus der Urne 30 Loskugeln zog. Auf diese Weise sollten Wahlfälschung, Wahlmanipulation und Korruption im Vorfeld der Wahl praktisch ausgeschlossen werden. Dieses System blieb mit leichten Modifikationen bis zum Ende der Republik Venedig 1797 in Gebrauch.

#### Genua – Rat und Lotto
Die Genuesen entdeckten im 15. Jahrhundert das Lotto als Mittel zur Geldbeschaffung. Ursprünglich diente das Los dazu, um jährlich die Ratsmitglieder neu zu bestimmen. Die Genueser schrieben zu diesem Zweck neunzig Namen auf Zettel und zogen verdeckt fünf aus diesen neunzig. Aus der Bestimmung des Stadtrates entwickelte sich ein reger Wettbetrieb, aus dem sich später das Lotto entwickelte, in dem die Namen durch Zahlen ersetzt wurden, das erste „5 aus 90“.

#### Florenz und Aragón
Im Mittelalter wurde das Losverfahren in Florenz von 1328 bis 1530 bei der Besetzung des gesetzgebenden Rates, der Regierung und der Verwaltungskommissare eingesetzt, Aragón übernahm es von 1350 bis 1715 für Wahlkollegien, lokale Machthaber und nationale Parlamentsmitglieder. Das Losverfahren wurde eingeschränkt, indem zunächst mögliche Kandidaten vorgeschlagen und dann von einer städtischen Kommission vorausgewählt wurden. Dennoch wurden in Florenz so 75 % der Bürger vorgeschlagen. Dieses Verfahren wurde auch in weiteren Regionen Italiens und Spaniens übernommen.

## Justiz

### Judikative – Geschworene
In etlichen Ländern werden Laienrichter mittels Losverfahren bestimmt, die gemeinsam mit Berufsrichtern die Gerichtsverhandlung bei Strafverfahren führen, wie in den USA oder bei schweren Vergehen in Frankreich und Österreich. Diese Geschworenen entscheiden entweder völlig unabhängig vom Richter über die Schuldfrage (USA) oder sind diesen mindestens gleichberechtigt (Österreich). Im antiken Griechenland wurden die Gerichte durch ausgeloste Geschworene besetzt, heute wird noch der Oberste Sondergerichtshof, das höchste „Verfassungsgericht“, per Losverfahren aus der Richterschaft bestimmt.

### Familienrecht
Wenn sich bei einer Eheschließung die beiden Ehepartner nicht einigen, welchen Familiennamen sie zukünftig als Ehepaar führen wollen, wird dieser vom Standesbeamten per Los festgelegt.

## Öffentliche Verwaltung
Nach den Gemeindeordnungen der Länder haben alle Einwohner der Gemeinde grundsätzlich einen Anspruch auf Benutzung der öffentlichen Einrichtungen der Gemeinde. Einschränkungen können sich aus dem Widmungszweck oder aus der Benutzungsordnung ergeben. Wenn die Nachfrage die Kapazität der Einrichtung übersteigt, muss wegen des Gleichheitsgrundsatzes das Auswahlverfahren nach objektiven Kriterien gestaltet werden. Zulässig sind beispielsweise das so genannte „Windhundprinzip“ (Prioritätsprinzip, Vorrang hat der, der zuerst da war), das Rotationsprinzip oder das Losverfahren.

### Aufenthaltsbewilligungen

#### Liechtenstein
Die Mitgliedschaft Liechtensteins im Europäischen Wirtschaftsraum sah im Prinzip die volle Personenfreizügigkeit vor. Weil allerdings absehbar war, dass zahlreiche EU-Bürger im steuergünstigen Fürstentum ihren Wohnsitz nehmen würden, wurde eine Sondervereinbarung getroffen, wonach Liechtenstein pro Jahr 64 neue Aufenthaltsbewilligungen vergibt, davon 56 an Berufstätige und acht an nicht Berufstätige. Von den erstgenannten wird die Hälfte nach wenig transparenten Kriterien „nach den Bedürfnissen der Wirtschaft“, die andere Hälfte und die Bewilligungen für nicht Berufstätige auf Drängen der Europäischen Union in einem Losverfahren vergeben.

#### Vereinigte Staaten
Einwanderer in die USA können im Rahmen der sogenannten Green-Card-Lotterie eine dauerhafte Aufenthaltsbewilligung erhalten.

### Studienplätze
Die deutsche Stiftung für Hochschulzulassung verteilt die Studienplätze unter den Bewerbern mit bspw. Abiturschnitt 1,9 und 3 Wartesemestern per Losverfahren. Bei den Wartesemestern wird zunächst nach Wartesemester sortiert, nachgeordnet nach Note, schließlich nach Loswert. Bei den Kandidaten mit 10 Wartesemestern und einem Notenschnitt von 3,3 entschied das Los über die Verteilung der verbliebenen Studienplätze. Haben zwei Bewerber die gleiche Durchschnittsnote, gelten die folgenden nachrangigen Kriterien in dieser Reihenfolge: Wartezeit, Dienst. Haben beide Bewerber exakt die gleichen Kriterien, entscheidet das Los.

## Wirtschaft

### Entscheidungstheorie
In der Spieltheorie bezeichnet man die Anwendung eines Zufallsverfahrens als Gemischte Strategie.

### Technik
In Computersimulationen setzt man zur Reduzierung des Rechenaufwands Las-Vegas- und Monte-Carlo-Algorithmen ein.
Manche Betriebssystemkerne verteilen die Hardwareressourcen (z. B. Arbeitsspeicher) zufällig unter den rechenwilligen Prozessen, siehe Lotterie-Scheduling.

### Bauland und Immobilien

#### Bibel
Im 47. Kapitel des alttestamentlichen Buchs Ezechiel steht neben den Gerechtigkeitsvorstellungen auch die aus den Satzungen Moses abgeleiteten Vorstellungen zur Landverheißung:

„Dieses Land sollt ihr nach den Stämmen Israels unter euch verteilen. Ihr sollt es als Erbbesitz verlosen unter euch und unter die Fremden, die unter euch weilen und unter euch Söhne gezeugt haben. Sie sollen euch gelten wie eingeborne Israeliten; mit euch sollen sie inmitten der Stämme Israels ihren Erbbesitz durchs Los erhalten. In dem Stamme, bei dem der Fremdling weilt, dort sollt ihr ihm seinen Erbbesitz geben, spricht Gott der Herr.“

Mit dem „Fremden“ ist hier ein nicht-jüdischer Einwohner gemeint, der sich im Herrschaftsbereich israelischer Stämme befindet. Das Losverfahren soll sicherstellen, dass niemand bevorzugt oder benachteiligt wird.

#### Antikes Griechenland
Im antiken Griechenland war ein Kleruch ein Ansiedler, der vom Staat in einem Losverfahren ein Stück Land erhielt, das im Krieg erobert worden war.

#### Antike und Mittelalter
Tacitus (und möglicherweise schon Caesar) erwähnte, dass bei den Germanen die Feldmark unter den Bauern per Losverfahren aufgeteilt wurde. Im Hochmittelalter gerieten viele Markgenossenschaften unter den Druck der benachbarten adligen Herren; die meisten wurden im Laufe der Zeit aufgelöst und ehemaligen Mitglieder gerieten in grundherrliche Abhängigkeit. Eine Gegenstrategie der Markgenossen war die Wahl eines mächtigen Fürsten oder Grafen aus der Umgebung zum Schirmvogt. Heute existiert in Deutschland noch die Freimarkung Osing, die als einzige Allmende in Europa noch ein Losverfahren für die Verteilung unter den Rechteinhabern anwendet.

#### Wilder Westen
Als das Indianerterritorium von den USA inkorperiert wurde, wurde das Land in drei Phasen unter den Weißen aufgeteilt. Beim ersten Oklahoma Land Run von 1889 wurde das Windhundprinzip angewendet, d. h. wer einen Claim als erster absteckte, durfte ihn behalten. Dabei kam es zu gewalttätigen Übergriffen zwischen den Siedlern.
Um derartige Ausschreitungen zu vermeiden, wurde das Land bei den späteren Land Runs vorab von Behörden parzelliert und die Parzellen dann per Los an Siedler verteilt.

#### Wirtschaftliche Bauausführung
Als Baulos bezeichnet man im Bauwesen die Unterteilung eines Bauwerkes in mehrere Abschnitte. Der Name stammt aus dem ursprünglich im Bauwesen üblichen Verfahren, bei mehreren Bietern die Verteilung der Abschnitte durch eine Verlosung vorzunehmen.

#### Hausverlosung
In Österreich und anderen europäischen Ländern versuchten einige Immobilieneigentümer in den 2000er-Jahren, eigene private Lotterien zu veranstalten, in denen sie ihr Haus zur Verlosung anboten. Da diese Praxis illegal ist (Unerlaubte Veranstaltung eines Glücksspiels) und auch die Nachfrage nach Losen gering blieb, wurden letztendlich nur vier Verlosungen erfolgreich durchgeführt.

### Käseverlosung

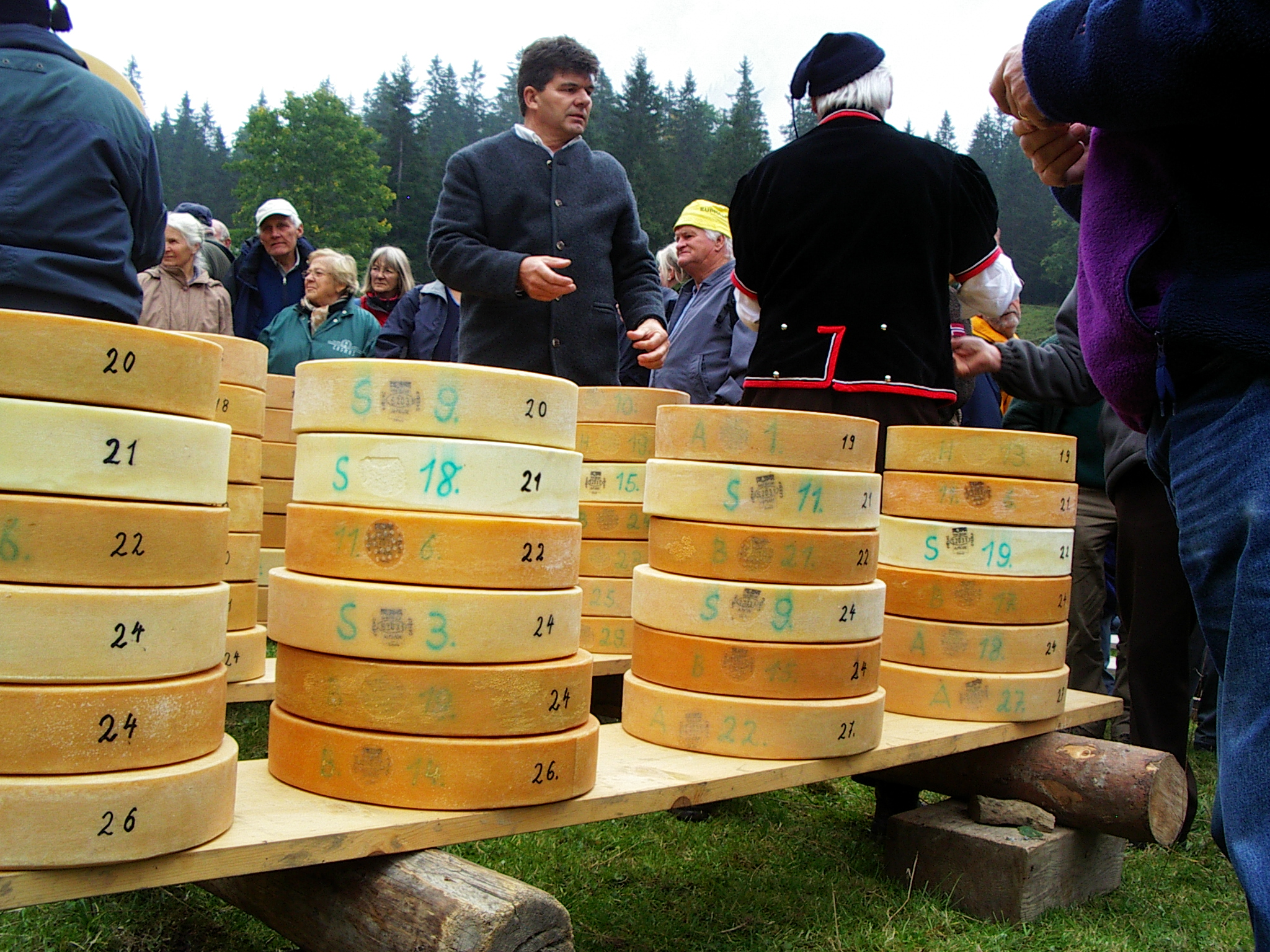
Chästeilet – Käseverlosung im Justistal seit knapp 300 Jahren

Beim alljährlich stattfindenden Chästeilet im schweizerischen Justistal werden die im Sommer hergestellten Käselaibe mittels traditionellem Losverfahren an die Viehbesitzer verteilt, die ihre Kühe auf die Alp gegeben hatten.

### Eintrittskarten
Bei der Fußballweltmeisterschaft 2006 überstieg bereits nach 48 Stunden der Verkaufsphase die Nachfrage das Angebot. Jeder konnte über ein Losverfahren für sieben Spiele jeweils maximal vier Eintrittskarten erhalten. Es erfolgte keine Bearbeitung in einer chronologischen Reihenfolge. Nach einem TÜV-geprüften Verfahren und unter notarieller Aufsicht wurde die erste Bestellphase verlost.
Bei Hikaru Utadas Tour durch Japan im Jahr 2006 wurden die Karten auf Grund der großen Nachfrage anfänglich durch ein Losverfahren verteilt.

### Personennahverkehr
Zum 1. Januar 1965 wurde der vorherige Gemeinschaftsbetrieb der Straßenbahn Mannheim/Ludwigshafen in zwei eigenständige Betriebe in Mannheim und Ludwigshafen geteilt. Aus dem vorher gemeinsamen Wagenpark wurden die Fahrzeuge nach Bauarten, Alter und Wert gruppiert und durch ein Losverfahren so aufgeteilt, dass Ludwigshafen von nun einen eigenen Fahrzeugpark erhielt.

## Kirche und Kultur

### Neues Testament
Als Nachfolger für Judas wird Matthias per Losentscheid aus zwei Kandidaten zum neuen Apostel bestimmt (Apg 1,15-26).

### Serbisch-orthodoxe Kirche
Der Patriarch der serbisch-orthodoxen Kirche wird aus drei von den Bischöfen gewählten Kandidaten durch das Los bestimmt.

### Bohnenkönig

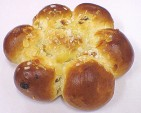
Schweizer Dreikönigskuchen, 2006

Am Dreikönigstag wurde und wird noch in manchen Ländern der „Bohnenkönig“ ab etwa dem 18. Jahrhundert meist durch Losverfahren ermittelt, indem in einen Kuchen oder eine andere Speise eine Bohne eingebacken wird. Demjenigen, in dessen Kuchenstück sich die Bohne findet, fällt damit für einen Tag lang das Königsamt mit allen Ehren zu.

## Sport
Das Losverfahren oder der Münzwurf war eine der Vorgehensweisen zur Ermittlung eines Siegers beim Fußball. Bei Pokalspielen, Relegationsspielen und K.-o.-Runden von Turnieren muss zwingend ein Sieger gefunden werden. Wenn eine Begegnung nach Verlängerung unentschieden stand, wurde die Begegnung durch eine Münze entschieden. Da diese Entscheidung nur auf Zufall und nicht auf einer sportlichen Leistung basierte, wurde der Münzwurf durch Elfmeterschießen und andere Regelungen ersetzt.